# Atsugewi jezik
Atsugewi jezik (ISO 639-3: atw), izumrli ili gotovo izumrli jezik Atsugewi Indijanaca iz sjeveroistočne Kalifornije. U novije vrijeme njime je govorilo svega tri osobe (1994 L. Hinton) od 200 etničkih (1977 SIL). Posljednji govornik umro je 1988., ali ga skupina mlađih ljudi pokušava ponovno oživjeti.
Pripada podskupini palaihnihan, porodica hoka.

## Vanjske poveznice
- Ethnologue (14th)
- Ethnologue (15th)